# Fundulus pulvereus
Fundulus pulvereus es una especie de pez de la familia de los fundúlidos en el orden de los ciprinodontiformes.

## Morfología
Los machos pueden llegar a los 5,5 cm de longitud total.

## Distribución geográfica
Se encuentran en Norteamérica: Estados Unidos.

## Nombres comunes
- Inglés: Bayou killifish
- Finés: Pisarakilli
- Español: Sardinilla mulata
- Chino: 海湾底鮰, 海灣底鮰[4]